# Atractus albuquerquei
Atractus albuquerquei е вид змия от семейство Смокообразни (Colubridae).

## Разпространение
Видът е разпространен в Бразилия (Акри, Гояс, Мато Гросо, Мато Гросо до Сул, Пара и Рондония).